# Scarabaeus schinzi
Scarabaeus schinzi là một loài bọ cánh cứng trong họ Bọ hung (Scarabaeidae).